# 캔터베리 대성당
캔터베리 대성당(Canterbury Cathedral)은 영국 잉글랜드 켄트주 캔터베리에 있는 영국 성공회(캔터베리 대주교)의 중심지이다. 597년 성 아우구스티누스 또는 어거스틴이 캔터베리 대주교로 부임하여 영국 성공회의 본산이 될 대성당을 건설했다. 이 교회는 1067년과 1174년에 두 차례나 불에 타 그때마다 재건되었다. 그 후에도 종교개혁 시기인 1538년 헨리 8세에 의해, 1942년에는 독일군의 공습으로 파괴되는 수난을 겪었다.